# Соболевка (Красноярский край)
Соболевка — посёлок в Козульском районе Красноярского края России. Входит в состав Лазурненского сельсовета. Находится примерно в 7 км к западу-юго-западу (WSW) от районного центра, посёлка Козулька, на высоте 335 метров над уровнем моря.

## Население
| 2010 |
| ---- |
| 5    |

По данным Всероссийской переписи, в 2010 году численность населения посёлка составляла 5 человек (1 мужчина и 4 женщины).

## Улицы
Уличная сеть посёлка состоит из одной улицы (ул. Таёжная).